# Amt Cochem
Das Amt Cochem war ein von 1294 bis 1794 bestehender Verwaltungs- und Gerichtsbezirk im Kurfürstentum Trier. Es wurde zuletzt als gemeinsames Amt Cochem-Ulmen mit dem Amt Ulmen geführt.

## Geschichte
Kern der kurtrierischen Herrschaft im Gebiet war die Reichsburg Cochem. Burg Cochem wurde im Jahr 1294 durch König Adolf von Nassau Burg und Stadt Cochem mitsamt einem umliegenden Gebiet, das fünfzig Orte einschloss, an den Trierer Erzbischof Bohemond I. von Warnesberg verpfändet. Adolfs Nachfolger Albrecht I. konnte die Pfandschaft nicht einlösen. Dieses mit dem lukrativen Moselzoll und der Gerichtsbarkeit verbundene Amt wurde vom König 1298 zudem als erblich bestätigt. 1328 musste der Trierer Erzbischof Balduin von Luxemburg die Burg an die Gräfin Loretta von Sponheim verpfänden, konnte sie jedoch bereits ein Jahr später wieder einlösen.
In einer Aufstellung, die Kurfürst Johann II. von Baden 1498 beauftragt hatte, wird das Amt Cochem als eines von 59 kurtrierischen Ämter erwähnt.
Am Ende des HRR bestand das Amt aus Alflen, Bertrich, Beuren, Clotten, Cochem, Cond, Dohr, Driesch, Ellenz, Enders Mühlen, Ernst, Faid, Fankel, Georgweiler, Gevenich, Gillenbeuren, Greimersburg, Hambuch, Illerich, Kaye, Kayfenheim, Kenfus, Kliding, Landkern, Lech (Hof), Lutzerath, Mesenich, Nehren, Poltersdorf, Pommeren, Prachtendorf, Priden, Pruttig, Schmitt, Strotzbüsch, Sehl, Urschmitt, Valwig, Wagenhausen, Weiler, Wirfus, Wolmerath und Zeltingen. Hinzu kam noch das Amt Ulmen mit seinen Orten.
Es hatte eine Fläche von 256,77 km² und 8278 Einwohner.
Mit der Einnahme des Linken Rheinufers durch französischen Revolutionstruppen wurde das Amt nach 1794 aufgelöst. In der Franzosenzeit gehörte das Gebiet zum Arrondissement de Coblence.